# Züvüc
Züvüc è un comune dell'Azerbaigian situato nel distretto di Lerik. Conta una popolazione di 1 117 abitanti.